# Ernest Payne
Ernest "Ernie" Payne (23 de dezembro de 1884 — 10 de setembro de 1961) foi um ciclista britânico que conquistou uma medalha de ouro na perseguição por equipes durante os Jogos Olímpicos de 1908, em Londres.